# Liste des œuvres publiques de Strasbourg
Pour un article plus général, voir Liste d'œuvres d'art public dans le Bas-Rhin.
Cet article recense les œuvres publiques de Strasbourg, en France.

## Liste

### Fontaines
- Fontaine de Janus, Tomi Ungerer (1988, square Markos-Botzaris)
- Fontaine des Zurichois, Émile Salomon (1884, place du Pont aux-Chats)
- Fontaine du Meiselocker, Ernest Weber (1910, place Saint-Étienne)
- Fontaine Stoeber, Julius Berninger, Gustave Krafft (1898, place du Vieux-Marché-aux-Vins)
- Jeune fille à la tortue, Jean Henninger (1963, place d'Austerlitz)
- La Première Lecture, René Hetzel (1928, rue de la Nuée Bleue)

### Tramway
Installations artistiques sur le parcours des lignes de tramway:
- Ligne A
  - L'empathie peut changer le monde, Barbara Kruger (1994 ; place de la Gare)
  - Troll de tram, Oulipo (1994 ; colonnes de billetterie)
  - Woman Walking to the Sky, Jonathan Borofsky (1994 ; place des Halles)
  - Images de Gérard Collin-Thiébaut  au dos des tickets de bus et tramways de Strasbourg

- Ligne B :
  - L'Allée de sculptures, Jean-Marie Krauth (2000 ; avenue du Général-de-Gaulle)
  - Le Bar des plantes, Jean-Luc Vilmouth (2006 ; place Saint-Pierre-le-Vieux)
  - Le Chat des rives de l'Aar, Alain Séchas (2000 ; parc Émile-Stahl, Schiltigheim)
  - Le Gazebo de l'Elsau, Siah Armajani (2000 ; square Robert-Kuven)
  - Les hommes ont des montres et rarement des boussoles, Jean-Marie Krauth (2001)
  - La Passerelle Georg Simmel, Siah Armajani (2000 ; station Marc Bloch)
  - Sans titre, Jean-Marie Krauth (2000 ; quais des stations)
  - La Spirale Aby Warburg, Bert Theis (2002 ; place de la République)
  - Terminal du tramway de Hœnheim, Zaha Hadid (2000)
  - Vox populi, Rodolphe Burger (2000, signalétique sonore ; intérieur des tramways)
  - Vues de Strasbourg, Alain Séchas (2000 ; colonnes de billetterie)
  - Images de Gérard Collin-Thiébaut  au dos des tickets de bus et tramways de Strasbourg  (2000 )

### Sculptures

#### Quartier européen
Dans le quartier des institutions européennes :
- Aux abords du palais des droits de l'Homme :
  - Mur de Berlin (portion)
  - Sept Pétrifiés, Carl Bucher (1995)

- Aux abords du palais de l'Europe :
  - Droits de l'homme, Mariano González Beltrán (pelouse centrale)
  - Europe, Rudolf Kedl (1985 ; pelouse centrale)
  - Formes, Pietro Cascella (1971 ; cour arrière)
  - Gymnaste, Vasko Lipovac (2006 ; pelouse extérieure)
  - Hymne à la vie, Sauro Cavallini (1990 ; pelouse extérieure)
  - Interpénétration, Lucien Wercollier (1961 ; parvis d'honneur)
  - Inukshuk, Percy Tutannuaq (1978 ; pelouse latérale)
  - Poséidon d'Artémision (1998, copie d'après l'Antique ; pelouse centrale)
  - Trèfle à quatre feuilles, Attilio Pierelli (1977 ; pelouse centrale)

- Aux abords du parlement européen :
  - Doppia bifrontale, Pietro Consagra (2003)
  - Europa unita, Fioco Marco (2000)
  - Europe à cœur, Ludmila Tcherina (1994 ; place Louise-Weiss)
  - Terre unie (en), Beata Urbanowicz, Tomasz Urbanowicz (2005)
  - Vent d'Europe, Gianni Visentin (1995)

#### Autres lieux
- Antipodes, Vladimír Škoda (1997, université Strasbourg II)
- Buste de Goethe, H. Manger (1872, jardin de l'Université)
- Buste de Schiller (41 allée de la Robertsau)
- Buste de Gustave Stoskopf, René Hetzel (1950, rue Brûlée)
- Buste de Jean-Michel Sultzer (place de la Cathédrale)
- Chimère, Fondation de l'Œuvre Notre-Dame (2013, place du Château)
- Détour, Jimmie Durham (2005, parc de Pourtalès)
- Gänseliesel, Albert Schultz (1899, parc de l'Orangerie)
- Genius Loci, Giulio Paolini (2000, parc de Pourtalès)
- Hercule terrassant le lion de Némée, Alfred Marzolff (1905, parc de l'Orangerie)
- L'homme et le poisson (jardin de l'Université)
- Monument à Gutenberg, David d'Angers (1840, place Gutenberg)
- Monument aux morts, Léon-Ernest Drivier (1936, place de la République)
- Monument Charles Schutzenberger, Philippe Grass (1870, place de l'Hôpital)
- Monument de la Marseillaise, Alfred Marzolff (1922, place Broglie)
- Monument de Victor Nessler, Alfred Marzolff (1895, parc de l'Orangerie)
- Monument du général Desaix, Landolin Ohmacht (1804, place du Maréchal-de-Lattre-de-Tassigny)
- Monument du général Kléber, Philippe Grass (1840, place Kléber)
- Monument du maréchal Kellermann, Léon-Alexandre Blanchot (1935, place Broglie)
- Monument du maréchal Leclerc, Georges Saupique (1951, place Broglie)
- Monument Lezay-Marnésia, Philippe Grass (1857, quai Lezay-Marnésia)
- La Nouvelle Suite de Fibonacci, Mario Merz (2001, musée d'art moderne et contemporain[3])
- La Racine, René Hetzel (1952, parc du Palais du Rhin)
- Paysage abstrait pour la solitude du touriste n°2, Sylvie Blocher (1988, théâtre national[3])
- Le Sapin des Vosges, Alexander Calder (1970, lycée Marie-Curie)
- Les Amours du Poète, Jean Claus (1993, parc de l'Orangerie)
- Statue Charles de Foucauld, Daphné du Barry (2006, place Charles de Foucauld)
- Statue d'Albert Schweitzer, Simone Mayor (2021, place Saint-Thomas)
- Statue d'Erwin de Steinbach (place du Château)
- Statue de Charles Adolphe Wurtz, Jules Desbois (1921, place Saint-Pierre-le-Jeune)
- Statue de Gandhi, Ram Sutar (2011, place de l'Étoile)
- Statue de Goethe, Ernst Waegener (1904, place de l'Université)
- Statue de Jean Hultz, André Friederich (1847, quai Zorn)
- Statue de Kléber, Ernest Diosi (1966, lycée Kléber)
- Statue de Liebenzeller, Christian Fuchs (2019, place des Tripiers)
- Statue de baigneuse, Louis Dideron (1960, lycée Couffignal)
- Statue de danseuse, François Cacheux (1989, rue du Marksgarten)
- Statue Pallas Athéna, François Cacheux (1967, place d'Athènes)
- The Bowler, Barry Flanagan (1992, parc de Pourtalès)

### Divers
- Coq chantant (années 1920, rue de la Nuée Bleue)
- Maquette de la cathédrale, Egbert Broerken (2015, place du Château)
- Médaillon de Germain Muller, Théo Stuttgé (1997, place Broglie)
- Médaillon de Léon Boll, René Hetzel (1952, place Saint-Thomas)
- Stèle Clémenceau, René Hetzel (1982, boulevard Clémenceau)